# المقيم الأبدي
المقيم الأبدي (باليابانية: 無限の住人، بالروماجي: Mugen no Jūnin) (Blade of the Immortal بليد أوف ذي إيمورتال) هي سلسلة مانغا من تأليف هيرواكي سامورا أقتُبست إلى مسلسل أنمي تلفزيوني، تم عرضه في قناة آي تي-إكس في اليابان.

## طاقم إنتاج الأنمي
- الإخراج: كويتشي ماشيمو
- تأليف النص الرئيسي: هيرويوكي كاواساكي
- تصميم الشخصيات: يوشيميتسو ياماشيتا
- الموسيقى: كو أوتاني
- إنتاج الموسيقى: بوني كانيون
- إخراج الصوت: تورو ناكانو
- إنتاج الرسوم: بيتراين
- مساعدة إنتاج الرسوم: برودكشن آي جي
- إنتاج: جماعة إعادة دوجو أسانو

## عناوين حلقات الأنمي
- 1 - مجرم (罪人 توغابيتو)
  - النص: هيرويوكي كاواساكي
  - الستوري بورد: كويتشي ماشيمو
  - الإخراج: تومويوكي كوروكاوا
  - إخراج الرسوم: يوشيميتسو ياماشيتا
- 2 - سيطرة (征服 سيفُكو)
  - النص: هيرويوكي كاواساكي
  - الستوري بورد: كوجي ساواي
  - الإخراج: كوجي ساواي
  - إخراج الرسوم: مانامو أماساكي
- 3 - أغنية حب (恋詠 كويوتا)
  - النص: هيرويوكي كاواساكي
  - الستوري بورد: يوكي أريه
  - الإخراج: يوكي أريه
  - إخراج الرسوم: مانامو أماساكي، تومواكي كادو
- 4 - عبقري (天才 تِنساي)
  - النص: هيرويوكي كاواساكي
  - الستوري بورد: هيروشي موريوكا
  - الإخراج: هيروشي موريوكا
  - إخراج الرسوم: يوشياكي تسوباتا
- 5 - متعصب (執人 شوجين)
  - النص: هيرويوكي كاواساكي
  - الستوري بورد: تومويوكي كوروكاوا
  - الإخراج: تومويوكي كوروكاوا
  - إخراج الرسوم: مُتسمي ساساكي
- 6 - أغنية الحشرات (蟲の唄 موشي نو أوتا)
  - النص: هيرويوكي كاواساكي
  - الستوري بورد: يوكي أريه
  - الإخراج: يوكي أريه
  - إخراج الرسوم: مانامو أماساكي
- 7 - معابر ثلاثة (三途 سانزو)
  - النص: هيرويوكي كاواساكي
  - الستوري بورد: كوجي ساواي
  - الإخراج: كوجي ساواي
  - إخراج الرسوم: يوشيمتسو ياماشيتا
- 8 - عزف (爪弾 تسُمابيكي)
  - النص: هيرويوكي كاواساكي
  - الستوري بورد: هيروشي موريوكا
  - الإخراج: هيروشي موريوكا
  - إخراج الرسوم: هيتومي أوتشياي
- 9 - حلم (夢弾 يومِبيكي)
  - النص: هيرويوكي كاواساكي
  - الستوري بورد: تومويوكي كوروكاوا
  - الإخراج: تومويوكي كوروكاوا
  - إخراج الرسوم: يوشياكي تسوباتا
- 10 - قناع (變面 كاواريمِن)
  - النص: كينيتشي كانيماكي
  - الستوري بورد: كوجي ساواي، يوكي أريه
  - الإخراج: كوجي ساواي
  - إخراج الرسوم: مُتسمي ساساكي
- 11 - جناح (羽根 هاني)
  - النص: كينيتشي كانيماكي
  - الستوري بورد: كوجي ساواي
  - الإخراج: كوجي ساواي
  - إخراج الرسوم: مانامو أماساكي
- 12 - عدو رين اللدود (斜凜 شارين)
  - النص: هيرويوكي كاواساكي
  - الستوري بورد: هيروشي موريوكا
  - الإخراج: هيروشي موريوكا
  - إخراج الرسوم: هيتومي أوتشياي
- 13 - رياح (風 كازي)
  - النص: هيرويوكي كاواساكي
  - الستوري بورد: كوجي ساواي
  - الإخراج: تومويوكي كوروكاوا
  - إخراج الرسوم: يوشيميتسو ياماشيتا

## وصلات خارجية
- المقيم الأبدي على موقع IMDb (الإنجليزية)
- المقيم الأبدي على موقع كينوبويسك (الروسية)
- المقيم الأبدي على موقع قاعدة بيانات الفيلم (الإنجليزية)
- المقيم الأبدي على موقع ANN anime (الإنجليزية)
- المقيم الأبدي على موقع ANN manga (الإنجليزية)